# نيو ستريتس تايمز
نيو ستريتس تايمز هي صحيفة تصدر باللغة الإنجليزية وتنشر في ماليزيا. وهي أقدم صحيفة في ماليزيا لا تزال مطبوعة (على الرغم من أنها ليست الأولى) التي تأسَّست باسم ستيرتس تايمز في عام 1845، وأعيد تأسيسها باسم نيو ستريتس تايمز في عام 1974. كانت الصحيفة بمثابة الصحيفة الوحيدة في ماليزيا بتنسيق اللغة الإنجليزية.

## مَراجِع
1. ↑  Malaysia's first newspaper, the long-defunct The Prince of Wales Island Gazette, made its début in Penang in 1805, "Archived copy". مؤرشف من الأصل في 2009-11-16. اطلع عليه بتاريخ 2010-08-31.{{استشهاد ويب}}:  صيانة الاستشهاد: الأرشيف كعنوان (link)